# Sincronització

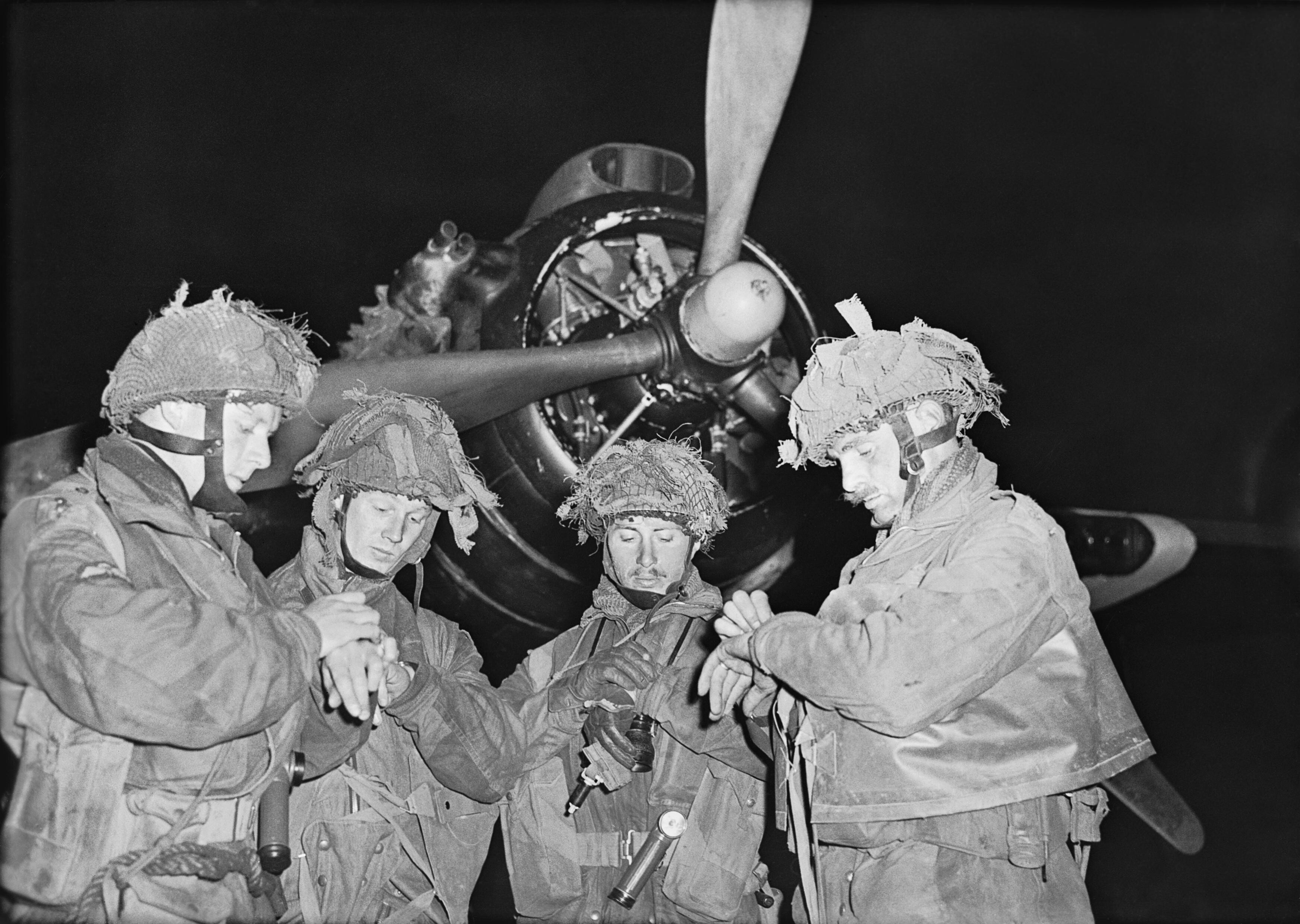
Sincronització dels rellotges.

 Sincronització  (del grec  συν  (SYN), "unit" i  χρόνος  (chronos), "temps", descriu l'ajust temporal d'esdeveniments. Es parla de sincronització quan determinats fenòmens ocorren en un ordre predefinit o al mateix temps.

## Aplicacions
En electrònica s'utilitza un senyal de rellotge per a sincronitzar esdeveniments com pot ser la transferència de dades.
En termes informàtics es parla de sincronització quan diversos processos s'executen al mateix temps amb el propòsit de completar una tasca i evitar així condicions de carrera, que poguessin desembocar en un estat inesperat. També es parla de sincronització de dades quan dos dispositius s'actualitzen de manera que continguin les mateixes dades. Un exemple de sincronització de fitxers pot ser entre una PDA i l'agenda electrònica de l'ordinador.
En multimèdia es parla de sincronització quan l'àudio i el vídeo estan ajustats, de manera que no hi hagi cap desfasament.